# Liste öffentlicher Bücherschränke in Pforzheim
In der Liste öffentlicher Bücherschränke in Pforzheim sind öffentliche Bücherschränke für Orte, die zum Stadtkreis Pforzheim in Baden-Württemberg gehören, aufgeführt. Sie ist primär nach Orten sortiert, unabhängig davon, ob es sich um Ortsteile, Gemeinden oder Städte handelt. Der Artikel ist Teil der übergeordneten Liste öffentlicher Bücherschränke in Baden-Württemberg. Ein öffentlicher Bücherschrank ist ein Schrank oder schrankähnlicher Aufbewahrungsort mit Büchern, der dazu dient, Bücher kostenlos, anonym und ohne jegliche Formalitäten zum Tausch oder zur Mitnahme anzubieten. Die Liste erhebt keinen Anspruch auf Vollständigkeit.

## Öffentliche Bücherschränke in Pforzheim
Derzeit sind im Stadtkreis Pforzheim acht öffentliche Bücherschränke erfasst (Stand: 29.  März 2021):
| Bild                                         | Ausführung    | Ort                       | Seit         | Anmerkung | Geokoordinaten                                            |
| -------------------------------------------- | ------------- | ------------------------- | ------------ | --- | --------------------------------------------------------- |
|                                              | Telefonzelle  | Pforzheim                 | Juli 2015    | Bücherhäusle Pforzheim, hinter dem Kaufhof. Nicht mehr existent, wurde durch den Bücherschrank am Platz des 23. Februar ersetzt             | Brüderstraße 3A 48° 53′ 27″ N, 8° 42′ 4″ O                |
| Bücherschrank in Pforzheim am Zähringerplatz | Bücherschrank | Pforzheim                 |              | Bücherschrank am Zähringerplatz, Pfälzerstraße                                                                                              | Pfälzerstraße 48° 53′ 41″ N, 8° 42′ 16″ O                 |
|                                              | Bücherschrank | Pforzheim                 | Juni 2022    | Oststadt Träger Stadtjugendring Betriebs gGmbH                                                                                              | Oranierstraße                                             |
|                                              | Bücherschrank | Pforzheim                 | Oktober 2023 | Quartiersrat Bleichstrasse | Kallhardtstraße                                           |
|                                              | Bücherschrank | Pforzheim                 |              | Bücherschrank neben Spielplatz am unteren Marktplatz                                                                                        | Platz des 23. Februar 48° 53′ 26″ N, 8° 42′ 9″ O          |
| -                                            | Bücherschrank | Pforzheim                 |              | Bücherschrank bei der Ev. Stadtkirche Pforzheim, am Lindenplatz, Rennfeldstraße Seit Neubau des Gemeindehauses (2024) nicht mehr auffindbar | Rennfeldstraße 1 48° 53′ 17″ N, 8° 42′ 5″ O               |
|                                              | Bücherschrank | Pforzheim                 |              | | Kaiser Friedrich Straße                                   |
|                                              | Bücherschrank | Pforzheim                 |              | Betreut vom Nordstadt Bürgerverein | Ispringer Straße                                          |
|                                              | Bücherschrank | Pforzheim-Dillweißenstein | März 2021    | Initiative des Bürgervereins Dillweißenstein                                                                                                | Ecke Ludwigsplatz/Bülowstraße 48° 52′ 39″ N, 8° 40′ 38″ O |
|                                              | Bücherschrank | Pforzheim-Sonnenhof       |              | | Zwischen Volksbank und Apotheke                           |
|                                              | Bücherregal   | Würm                      |              | [ 2 ] | Würmer Hauptstraße 48° 51′ 34″ N, 8° 44′ 23″ O            |
|                                              | Bücherregal   | Würm                      |              | [ 2 ] | Ritterstraße 13 48° 51′ 19″ N, 8° 44′ 17″ O               |
|                                              | Bücherregal   | Würm                      |              | [ 2 ] | Schulstraße 8 48° 51′ 37″ N, 8° 44′ 12″ O                 |

## Statistik
Zu einem Vergleich mit den anderen Stadt- und Landkreisen Baden-Württembergs sowie zum Landesdurchschnitt siehe die Statistik öffentlicher Bücherschränke in Baden-Württemberg.